# Ottomar Krupski
Ottomar Krupski (* 7. Februar 1893 in Stallupönen, Ostpreußen; † 26. September 1937 in Banja Luka, Jugoslawien) war ein deutscher Leichtathlet und Kanute.

## Leben
Krupski begann seine Sportkarriere als Läufer beim SC Charlottenburg vor 1914. Zum Ersten Weltkrieg meldete sich Krupski als Freiwilliger und diente als Armiersoldat, ehe er später zur Luftwaffe kam. Nach dem Krieg erzielte er seine größten Wettkampferfolge. So wurde er 1919 und 1920 Brandenburger Meister im Langstreckenlauf über 5000 m. Bei den Deutschen Leichtathletik-Meisterschaften 1920 gewann Krupski die Bronzemedaille über 5000 Meter sowie Bronze in der Mannschaftswertung für den Waldlauf.
Beruflich unterrichtete er als Studienrat an der Berliner Hochschule für Technik. Mit seinen Schülern unternahm er in den Ferien Faltboot-Fahrten in Deutschland und Lappland. In der Folge wurde Krupski als Fotograf und vor allem als Schmalfilmer zu einem frühen Dokumentator des Kanusports in Deutschland zwischen den Weltkriegen. Seine Fahrten führten ihn nach Lappland, ins damalige Jugoslawien sowie durch Deutschland.
1932 unternahm er die Erstbefahrung des Oberlaufs der Tara, Montenegro, zusammen mit seiner Frau Herta und Franz von Alber. Diese Fahrt dokumentierte er im Buch und Film Vom Triglav zur Adria. 1937 erlag Krupski 44-jährig einer Darminfektion in Jugoslawien.

## Familie
Seine Frau Herta (* 1910 in Guben, Brandenburg; † 2010 in São Paulo, Brasilien als Herta von Rautenfeld) begleitete ihn auf vielen seiner Fahrten. Beide hatten einen Sohn.

## Bücher
- Ottomar Krupski: Der Langstreckenlauf. Berlin 1927
- Ottomar Krupski: Von Triglav zur Adria. Wildwasserkajakfahrten. Zeulenroda: Sporn, 1936
- Ottomar Krupski: Wasserfahrten. Fotofahrten. Fotorat auf Reisen. Halle: Knapp, 1937

## Filmografie
- Lappland, See-Fluß-Meer (1932)
- Vom Triglav zur Adria (1933)
- Der Tarn (1934)
- Heil Dir, mein Brandenburger Land (1934)
- Mit Frau und Kind durch Mecklenburg (1934)
- Spreewald (1935)
- Durch die Schluchten des Sandschak. Wildwasserfahrt von den Albanischen Alpen ins Herz Bosniens. (1935)
- Auf dem Schwarzen Drin durch vergessenes Land (1936)
- Auf kleinen Fließen (1936)
- Faltbootfahrt ins Wochenende (postum 1939)
- Schäumende Wasser (postum 1939)